# Mary Donaldson
Mary Donaldson, Regina Danemarcei (n. 5 februarie 1972  în Hobart/Tasmania, (Australia) ca Mary Elizabeth Donaldson), este soția regelui Frederik al Danemarcei.

## Date biografice
Părinții lui Mary sunt de origine scoțiană, tatăl, John Dalgleish Donaldson este profesor universitar de matematică și mama Henrietta Clark Donaldson a decedat în 1997. Mary are trei frați: Jane Alison Stephens, Patricia Anne Woods și John Stuart Donaldson. După moartea mamei ei, tatăl s-a recăsătorit în 2001 cu scriitoarea britanică Susan Moody.
Mary între anii 1974 - 1989, a urmat diferite școli din Houston, Texas și Hobart. A absolvit Dreptul și Comerțul la Universitatea din Tasmania. Între anii 1995 - 2003 a lucrat în domeniul marketing și reclamă la firme ca DDB Needham, Young & Rubicam, Microsoft Business Solutions. L-a cunoscut pe prinț la Sydney, la Jocurile Olimpice de vară din 2000. Mary s-a mutat în Europa în decembrie 2001 și, în timp ce lucra ca profesor de engleză la Paris, a vizitat Danemarca unde a fost fotografiată  participând alături de Frederik la nunți și botezuri. La 24 septembrie 2003 curtea daneză a anunțat că regina Margareta a II-a intenționează să-și dea consimțământul asupra căsătoriei în cadrul reuniunii Consiliului de Stat programată pentru 8 octombrie 2003.
Mary Donaldson și Prințul Moștenitor Frederik s-au logodit oficial la 8 octombrie 2003.

## Căsătoria

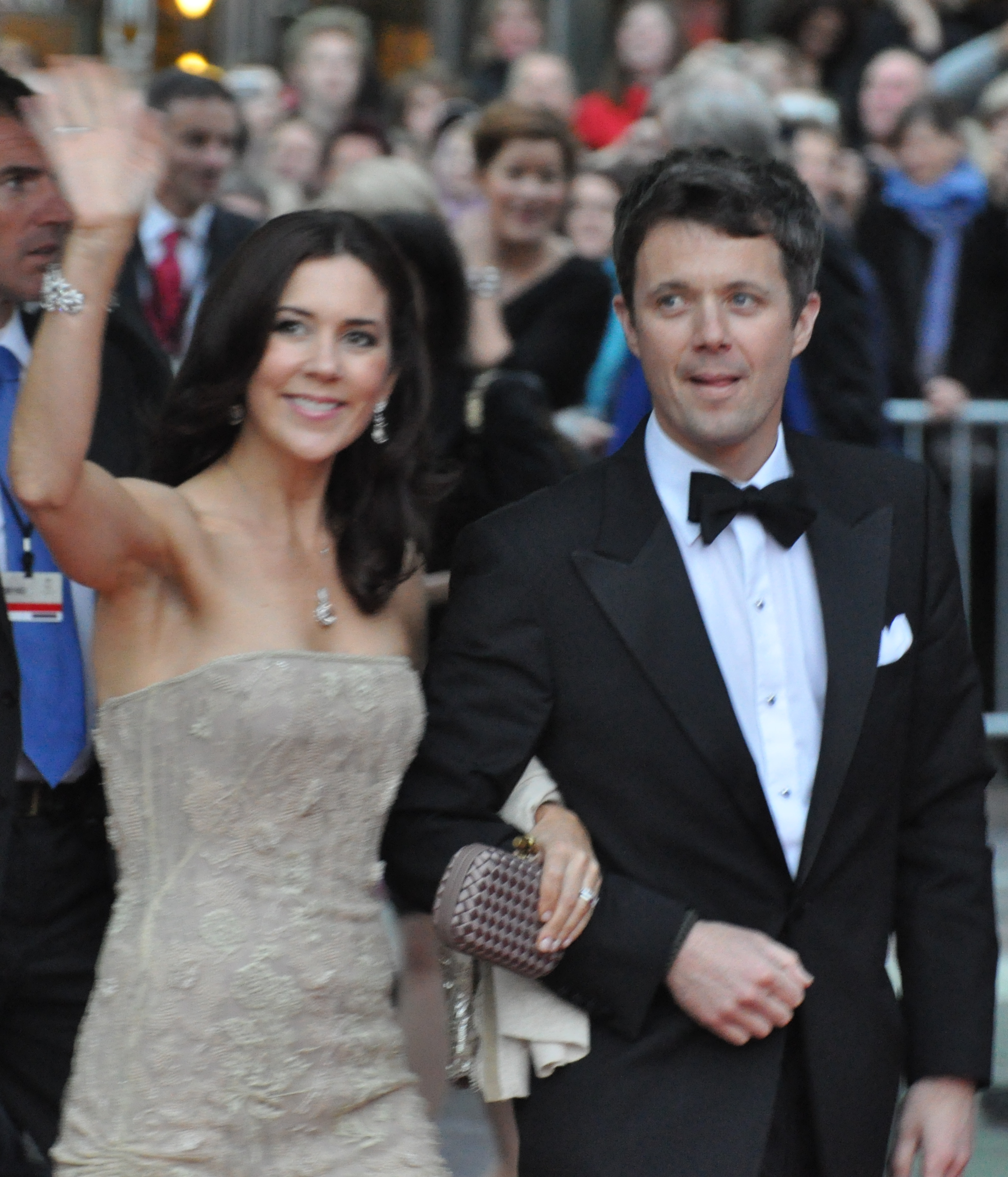
Prințul Moștenitor și Prințesa Moștenitoare a Danemarcei.

Mary Donaldson și Prințul Moștenitor Frederik s-au căsătorit la 14 mai 2004 la Copenhaga. Mary a purtat o rochie semnată de designerul danez Uffe Frank. Nunta a fost celebrată la Palatul Fredensborg.  Cuplul a petrecut luna de miere în Africa.
Parlamentul danez a adoptat o lege specială (Legea lui Mary) pentru acordarea cetățeniei daneze, o procedură standard pentru membri străini ai familiei regale. Anterior Mary avusese două cetățenii, pentru Australia și Regatul Unit. Anterior presbiteriană, Mary a devenit luterană. La scurt timp după intrarea în familia regală Mary a semnat un acord de căsătorie, similar cu cele semnate de socrul și cumnata ei. Acordul a fost actualizat la sfârșitul anului 2006. Detalii n-au fost făcute publice însă se poate presupune că sunt detalii legate de probleme financiare, statutul regal, drepturile asupra copiilor în caz de divorț.
Reședința oficială a cuplului este Chancellery House din Palatul Fredensborg situat la 40 km nord de Copenhaga.
La data de 30 aprilie 2008 casa regală daneză a anunțat în presă că ea a primit titlul nobiliar de "contesă de Monpezat".

### Copii
- Prințul Christian Valdemar Henri John de Danemarca, conte de  Monpezat (n. 15 octombrie 2005)
- Prințesa Isabella Henrietta Ingrid Margrethe de Danemarca, contesă de Monpezat (n. 21 aprilie 2007)
- Prințul Vincent Frederik Minik Alexander (n. 8 ianuarie 2011)
- Prințesa Josephine Sophia Ivalo Mathilde (n. 8 ianuarie 2011)